# Thalaba
Thalaba, rarament apareix com a Thalab, fou l'epònim de nombrosos grups dins les grans tribus àrabs, con els Thalaba ibn Ukaba dels Bakr ibn Wail, Thalaba ibn Yarbu dels Banu Tamim, i els Thalaib Yatti dels Tayyi. Thalaba ibn Armr ibn Mudjadid és esmentat com el primer àrab gassànida que va tenir el títol de filarca (270-287).